# نينيوس
نينيوس (بالفرنسية: Nennius)‏ أو نينموس (بالإنجليزية: Nemnius)‏ هو راهب ومؤرخ ويلزي من القرن التاسع الميلادي، نسبت له تأليف مخطوطات هستوريا بريتونوم وألتي تكلمت عن تاريخ البريطونيين الشعب الأصلي لجزيرة بريطانيا، منذ بدأ التاريخ حتى القرن العاشر.